# Serge Friedman
 (novembre 2010).
Si vous disposez d'ouvrages ou d'articles de référence ou si vous connaissez des sites web de qualité traitant du thème abordé ici, merci de compléter l'article en donnant les références utiles à sa vérifiabilité et en les liant à la section « Notes et références ».
Pour les articles homonymes, voir Friedman.
Serge Friedman est un réalisateur français né le 7 septembre 1930 dans le 14e arrondissement de Paris, où il est mort le 15 août 2008.

## Biographie
Il a commencé sa carrière en tant qu’assistant réalisateur de longs métrages. Il a notamment participé à la réalisation de Gervaise sous la direction de René Clément en 1956 et de Bonjour tristesse sous la direction d'Otto Preminger en 1958. Il a principalement réalisé des feuilletons télévisés, comme Salut champion (1981) et Châteauvallon (1985), ainsi que des comédies : Un mari c’est un mari (1976) et N’oublie pas d’éteindre en partant. Serge Friedman a également réalisé La Cloche tibétaine (1974), un feuilleton télévisé dans lequel joue Coluche, ainsi que les documentaires Sophro pour tous, Des rites magiques pour un art antique.
Serge Friedman achèvera sa carrière en réalisant un long métrage, La Bombe, un thriller (1 heure 30) avec Joseph Trudu.

## Filmographie
- 1960 : Les Magiciennes
- 1965 : Le train bleu s'arrête 13 fois, avec Jean Servais.
- 1974 : La Cloche tibétaine, réalisé en collaboration avec Michel Wyn, avec Philippe Léotard, Wolfgang Preiss, Gilles Behat et Coluche.
- 1976 : Un mari, c'est un mari, avec Louis Velle et Frédérique Hebrard.
- 1980 : L’assassin pleurait, avec Jean-François Garreaud et Myriam Muller.
- 1983 : N’oublie pas d’éteindre en partant, avec Andrée Compain et Michel Legris.
- 2007 : La Bombe, avec Joseph Trudu.

### Feuilletons télévisés
- 1962 : L'inspecteur Leclerc enquête, avec Philippe Nicaud et André Valmy.
- 1978 : Les Grandes Conjurations - épisode 2 Le Tumulte d'Amboise
- 1981 : Salut champion, avec Angelo Bardi, Hubert Deschamps, Chantal Nobel, Gérard Chambre :Duffy
- 1985 : Châteauvallon, feuilleton télévisé créé par Paul Planchon, avec Chantal Nobel et Raymond Pellegrin.

### Documentaire
- Sophro pour tous, avec Clémence Lavallée.

## Théâtre
- La Mouette, adaptation de la pièce d’Anton Tchekhov, avec Anne Barthel et Philippe de Brugada.
- Électre, adaptation de la pièce de Jean Giraudoux, avec Laurent Boulassier, Marc Brunet, Jacques Charby, Corinne Darmon et Stéphanie Duquesne.